# Charlie Vitamine
Pour les articles homonymes, voir Vitamine (homonymie).
Charlie Vitamine né Charlie Schmid en 1954 à Sion, est un guitariste-chanteur franco-suisse, membre de plusieurs groupes de jazz et de rock et de blues, dont le Charlie Vitamine Band.

## Biographie
Charlie Vitamine se met à la guitare à l'âge de vingt ans et, un an plus tard, forme son premier groupe, Krypton, qui donne son premier concert privé.
Très vite, le jeune Charlie Vitamine enchaîne les groupes et les concerts; il forme en 1975 le groupe rock Skylight, destiné à interpréter ses propres compositions et joue avec le groupe Nimbe qui donne ses premiers concerts publics. En 1977, Charlie Vitamine forme le trio de hard-rock Crashlanding, sur des compositions personnelles ; ce dernier effectue une tournée en Suisse avec le bassiste anglais John Marolf et le batteur italien Orso Quaglia ; il signe là son premier CD avant d'être pris en main par le manager Michael Browning (AC/DC) durant quelques mois. 
En 1980, Charlie Vitamine effectue un séjour de cinq mois aux États-Unis, donnant une quinzaine de concerts en Californie et prenant des cours de flamenco à San Francisco. Un an plus tard, il est en Angleterre chez le chanteur Mick Browning et donne deux concerts solo à Londres. De retour en Suisse, il forme un groupe de jazz-rock-blues, Brique, en 1981 et un an plus tard, un trio de blues-rock, CQFD. Il effectue une tournée suisse de trente-trois concerts avec le chanteur Manuel Manzi. En 1983, il s'inscrit à l'école de jazz de Montreux dont il se fait renvoyer, « car trop rock », dit-il. 
La carrière de Charlie Vitamine connaît un tournant lorsque celui-ci forme son trio Charlie Vitamine avec Philippe Adamir à la basse et François Bauer à la batterie. Le groupe sort un 45 tours en 1986, Pyramide verte. Il effectue en 1988 ses premiers concerts en Italie avec le chanteur Tiziano Feci, qui devient le chanteur solo du groupe. Le trio passe dans diverses émissions de radio et devient, en 1989, le groupe italo-franco-suisse Charlie & the Vitamines qui enregistre son cinquième CD. Le groupe donne de nombreux concerts au début des années 1990, enregistrant son sixième CD en studio et son septième CD en live avec Pierangelo Crescenzio à la basse (CD Charlie & the Vitamines live!, 1993). Le groupe change de nom pour celui qui s'avère définitif : le Charlie Vitamine Band. L'ensemble continue ses concerts, dont une soirée « spécial Jimi Hendrix » au Rocking Chair de Vevey, occasion d'un enregistrement vidéo.
En parallèle, Charlie Vitamine forme le groupe acoustique ABC (Acoustic Blues Concept) et reforme le groupe Crashlanding, lequel enregistre un disque. En 1997-1998, Charlie Vitamine enregistre son dixième CD, Back on the road, qui sort le 9 septembre 1999. 
Charlie Vitamine note avoir totalisé 771 concerts, avec une vingtaine de groupe en Suisse, France, Italie, Angleterre, Canada et États-Unis, et un total de plus de douze CD enregistrés. Il a également composé plus de 150 chansons, pour la plupart inscrites à la SUISA. 
Sortie en 2016 de 2 CD de Charlie Vitamine. Le premier acoustique provenant de sessions studio ou de passage radio (Studio & radio live unplugged 1987-2004) et le 2e un concert live intitulé : Hot blues at the Rocking Chair.
Le 17 mai 2019, sortie du CD Compil Remastered couvrant la période 1986-2019 de 13 titres dont 3 inédits.
Le 21 novembre 2019, sortie du nouveau CD (Before it's too late) avec le chanteur/parolier Tiago Valente. 14 compositions originales et 1 titre bonus.

## Discographie (CD, DVD)
- 2019 Before it's too late (CD)
- 2019 Compil Remastered (CD)
- 2016 HotBlues at the Rocking Chair (CD)
- 2016 Charlie Vitamine live studio & Radio unplugged 1987 to 2004 (CD)
- 2013 JaniSmith & The Charlie Vitamine Band (CD)
- 2010 Charlie Vitamine live at the Coyote Café (DVD)
- 2005 Pontremoli Blues Festival Italy (DVD)
- 2004 Live & Free (CD+DVD)
- 1999 Back on the road (CD)
- 1996 Fire (CD)
- 1995 Crashlanding live (DVD)
- 1993 Studio Lorelei (CD)
- 1993 Charlie Vitamine & Friends (CD)
- 1992 Rock'n'blues dream live (CD+DVD)
- 1986 Pyramide verte (vinyl + CD)
- 1985 Solo (K7 + CD)
- 1983 CQFD (K7 + CD)
- 1978 Crashlanding Best of (K7 + CD)

## Sources
- « Charlie Vitamine Band », sur la base de données des personnalités vaudoises sur la plateforme « Patrinum » de la Bibliothèque cantonale et universitaire de Lausanne.
- "Charlie Vitamine, la passion du blues". 24 Heures, 24 mars 2005.
- Ismail, Marc, "Le plaisir de jouer pour seul salaire", 24 Heures, 14 août 2006, p. 21.